# Communauté de communes de Forez en Lyonnais
La communauté de communes de Forez en Lyonnais est une ancienne structure intercommunale française, située dans le département de la Loire en région Auvergne-Rhône-Alpes, qui a existé de 1995 à 2016.

## Histoire
La communauté de communes est créée par un arrêté préfectoral du 23 décembre 1994.
La communauté de communes de Forez en Lyonnais devait fusionner au 1er janvier 2017 avec deux intercommunalités du Rhône, les communautés de communes de Chamousset en Lyonnais et des Hauts du Lyonnais, dans le cadre du nouveau schéma de coopération intercommunal validé par arrêté préfectoral le 17 mars 2016. Finalement, elle rejoint la communauté de communes Forez Est, elle aussi dans la Loire.
Pierre Véricel a été réélu président de la communauté de communes en 2014 puis a été remplacé par Norbert Dupeyron en 2015.

## Composition
Elle était composée des communes suivantes :
1. Châtelus
2. Chazelles-sur-Lyon
3. Chevrières
4. Grammond
5. La Gimond
6. Maringes
7. Saint-Denis-sur-Coise
8. Saint-Médard-en-Forez
9. Viricelles
10. Virigneux

## Compétences
La communauté de communes disposait d'un large domaine de compétences dans le domaine du développement économique, de l'emploi, du tourisme, de l'aménagement, de la voirie, de l'environnement, de la culture et de l'action sociale. 
Elle pouvait subventionner les associations ayant une action avec un rayonnement intercommunal.

### Projets 2009/2010
- Pôle économique et culturel du site Fléchet
- Pôle culturel à Viricelles
- Restaurant à Maringes
- Création d'une zone d’activités à Saint Denis sur Coise, à Maringes, Saint Médard en Forez et Chevrières
- Création de modules de bureaux et d’ateliers à Montfuron
- Création du pôle petite enfance (crèche et jardin d’enfants) à Chevrières et extension de la crèche de Chazelles

### Le Pôle d'excellence de la communauté de communes
Chazelles-sur-Lyon présente l'originalité d'avoir fondé son développement sur l’industrie du chapeau en feutre de poils. Cette activité, basée sur des techniques anciennes, représentait en 1955 près de 1 500 emplois salariés dans une trentaine d’usines. Après la fermeture progressive de tous les ateliers, Chazelles a su conserver la mémoire chapelière grâce à la création en 1983 de l’atelier-musée du Chapeau, unique en France, dont la particularité est d’être couplé avec un atelier de production et de démonstration. 
Un projet de près de 10 millions d'euros soutenu financièrement par le Conseil général de la Loire, l’État, le Conseil régional Rhône-Alpes, la commune de Chazelles et la communauté de communes a permis la réhabilitation d'une friche industrielle – le site Fléchet – où a été réinstallé l'atelier-musée, et la création d’un véritable pôle culturel autour du chapeau, des arts plastiques et des métiers d’art. Inauguré en 2013, il a été labellisé pôle d'excellence rurale par l’État.